# トニー・ペレス (俳優)
トニー・ペレス（Tony Perez、1942年 - ）は、アメリカ合衆国の俳優。

## 出演
- ワンス・アポン・ア・タイム（ヘンリー）
- サン・オブ・アナーキー シーズン2
- DARK BLUE／潜入捜査 シーズン1
- 女検死医ジョーダン シーズン6
- バーン・ノーティス 元スパイの逆襲 シーズン1
- クライシス（2006年）
- 愛するカノジョを怒らせる10の法則（2004年）
- NYPD BLUE 〜ニューヨーク市警15分署 シーズン5
- マーダー・ワン シーズン2
- NYPD BLUE　～ニューヨーク市警15分署 シーズン4
- バーニング・シーズン
- 女弁護士ロージー・オニール
- エイリアン・ネイション（1986年）
- ヒルストリート・ブルース